# Инженерное управление Владивостокской крепости
Инженерное управление Владивостокской крепости — здание военного управления во Владивостоке. Построено в 1911 году. Автор проекта — архитектор В.А. Плансон. Историческое здание по адресу Пушкинская улица, 41 сегодня является объектом культурного наследия Российской Федерации.

## История
Здание Управления построено в 1911 году, по проекту архитектора В.А. Плансона. В 1912—1915 году в нём работал известный русский военный инженер Алексей Петрович Шошин, бывший с 1911 по 1915 год главным строителем и начальником инженеров Владивостокской крепости. В советское время здание отдали под учебный корпус машиностроительного факультета ДВПИ.  

## Архитектура
Здание четырёхэтажное кирпичное, прямоугольное в плане, с симметрично решённым главным фасадом. Расположенный в центре фасада вход выделен раскреповкой стены и полуфронтоном. На уровне третьего этажа над входом выстроен широкий балкон с балюстрадой, поддерживаемый декоративными консолями. Стены фасада покрыты декоративной штукатуркой, расчленены лопатками и междуэтажными поясами. Архитектурные детали — массивный карниз, аркатурные пояски, обрамление центральных окон в виде стрельчатых балок — выполнены по мотивам готической и романской архитектуры.            